# Петра (певица)
Вижте пояснителната страница за други личности с името Петра.
Петя Атанасова, по-известна с артистичния си псевдоним Петра, е българска попфолк певица. Музиката ѝ често е описвана като сатира и пародия на българския обществен живот.[неблагонадежден източник]

## Биография и творчество
Петя Атанасова е родена на 8 октомври 1963 г. в град Хасково в семейството на гръцки емигранти. Завършва руска филология в Санкт Петербург, където работи с руски музиканти. След дипломирането си работи като учителка в Хасково. Там създава музикална група, с която работи в ресторант. После пее в тракийския ансамбъл на Хасково под ръководството на професор Константин Шопов.
Развива музикална кариера за фирма „Пайнер“ в периода от 1998 до 2002 г., а през 2003 г. се прехвърля в друга музикална компания – „Съни Мюзик“. Впоследствие заминава за Кипър, но през 2009 г. се завръща обратно в България и пуска още няколко парчета като самопродуциращ се изпълнител. Петра има издадени 5 албума – „Хищна хиена“ (1998 г.), „Котаците и маците“ (1999 г.), „Жената паяк“ (2000 г.), „La Piovra“ (2002 г.) и „Искам да съм лейди“ (2003 г.). В кариерата на Петра като големи хитове за времето си се оформят песните: „Хищна хиена“, „Котаците и маците“, „Командира“, „Жената паяк“, „Дай една ракия“ и др.
Омъжва се за писателя и критика Стефан Цирков, от когото има 2 дъщери – Аделина и Радостина, но по-късно се разделят. След напускане на музикалния бизнес открива български ресторант в Кипър.

## Дискография

### Студийни албуми[1]
- Хищна хиена (1998)
- Котаците и маците (1999)
- Жената паяк (2000)
- La Piovra (2002)
- Искам да съм лейди (2003)

## Филмография
- Извън пътя (2017) – работодателката на Салия